# Dinastia Mlechchha
La Dinastia Mlechchha (vers 650 - 900) fou una dinastia de Kamarupa (Assam) que va governar amb capital a Hadapeshvar (la moderna Tezpur a Assam), després de la caiguda de la Dinastia Barman. Els governants foren aborígens (un clan local clan, genèticament no diversificat), i com altres nissagues, la seva descendència de Narakasura (fill de la deessa de la Terra Bhudevi o Bhumi i de Varaha, el tercer avatar de Vixnu) per legitimar el seu govern. El fundador fou Salasthamba o Xaala Stambha. Segons els rècords històrics va tenir 21 reis però alguns d'aquests no són coneguts. Algunes fonts aturen la dinastia el 790 i fan retornar a la dinastia Barman fins després del 900 quan es va establir la dinastia Pala de Kamarupa.

## Reis
- Xaala Stambha o Salasthamba (650-670/75)
- Bijoy Stambha o Vijaya alias Vigrahastambha
- Palak ? (fill)
- Kumar ? (fill)
- Bajradeb ? (fill)
- Sriharxadeb o Harshadeva alias Harshavarman (725-745/50)
- Bala Barman II Balavarman II (750-765) (fill)
- Desconegut (765-790)
- Xalambha o Salambha[2] (790-810)
- Arathi (810-815) (germà)
- Harja Barman o Harjjaravarman (815-832) (fill)
- Banamaala Barman o Vanamalavarmadeva (832-855) (fill)
- Jayamala alias Virabahu (855-860) (fill)
- Bala Barman III o Balavarman III (860-880)
- Tyagasimha (890-900)
- Sis reis de nom desconegut (vers 900-970), vassalls dels Pala